# Delfina Tadić
Delfina Tadić (18. travnja 1997., Švicarska) je bosanskohercegovačka karatašica. Živi u mjestu Jaklići, u općini Prozor-Rama. Aktivno se bavi karateom te je studentica DIF-a u Mostaru.
S 9 godina jr prvi put krenula s treninzima, te se s vremenom profesionalno počela baviti time. Delfina je s godinama napredovala,te je tako postala najtrofejnija Ramska sportašica a više puta i državna prvakinja BiH. Neki od Delfininih uspjeha su:
- sedam puta osvajanje državnog prvenstva,
- balkansko prvenstvo i
- jedan put bronca Europe.

U najvećem usponu karijere dogodile su joj se ozljede koje su znatno usporile njezin daljnji športski uspon.
Nakon skoro dvogodišnjeg izbivanja s borilišta Delfina se 2018. godine vraća treninzima i natjecanjima. Svoje prve karate korake i uspjehe napravila je u KK Empi Prozor-Rama. Sada je članica KK Neretva iz Mostara gdje studira kineziologiju.

## Vanjske poveznice
- Uredništvo: Delfina Tadić, najtrofejnija ramska sportašica uskoro se vraća na karate borilište, Ramski vjesnik, 9. studenoga 2017.